# Episode 100 (American Horror Story)
«Episode 100» —en español: «Episodio 100»— es el sexto episodio de la novena temporada y el centésimo episodio en total de la serie de televisión de antología American Horror Story. Se emitió el 23 de octubre de 2019, en FX. El episodio de 41 minutos, fue escrito por Ryan Murphy y Brad Falchuk, y dirigido por Loni Peristere.

## Argumento
Un año después de los eventos en el Campamento Redwood, Richter se ha cansado de las tendencias asesinas de Ramirez y alerta a los locales sobre su presencia, dándole a Richter la oportunidad de alejarse solo y resultando en el arresto de Ramirez. Cuatro años más tarde, los fantasmas de Montana y Xavier, todavía atrapados en el purgatorio en los terrenos del campamento, matan a cualquiera que entre en ellos, para frustración del fantasma de Ray y los fantasmas de los consejeros de 1970. Mientras tanto, Margaret se ha convertido en una rica magnate de los bienes raíces al renovar los infames lugares de los asesinatos junto con Trevor, quien sobrevivió a su intento de asesinato. Los dos entraron en un matrimonio polémico en medio de la amenaza de Trevor de exponer la verdad. Margaret elige el Campamento Redwood como su próximo proyecto, para disgusto del fantasma de Chet. Un Richter reformado, ahora con un nuevo nombre, Donald, y viviendo una vida tranquila en Alaska con su nueva esposa e hijo, se entera del proyecto. Regresa a su casa una noche y encuentra a su esposa asesinada por Ramirez, quien se escapó de la prisión con la ayuda de Satanás. Richter le entrega su hijo a su cuñada y se va, con la intención de matar a Ramirez. Brooke es aparentemente ejecutada por los asesinatos del Campamento Redwood, pero Donna, haciéndose pasar por la ejecutora, la salva.

## Elenco

### Principal
- Emma Roberts como Brooke Thompson[2]
- Billie Lourd coomo Montana Duke[2]
- Leslie Grossman como Margaret Booth[2]
- Cody Fern como Xavier Plympton[2]
- Matthew Morrison como Trevor Kirchner[2]
- Gus Kenworthy como Chet Clancy[2]
- John Carroll Lynch como Benjamin Richter / Sr. Jingles[2]
- Angelica Ross como Rita / Donna Chambers[2]
- Zach Villa como Richard Ramirez[2]

### Invitados
- DeRon Horton como Ray Powell
- Leslie Jordan como Courtney
- Nick Chinlund como el Guardia de la cárcel
- Tanya Clarke como Lorraine
- Yvonne Zima como Rojo
- Eric Staves como Dustin

## Recepción
«Episode 100» fue visto por 1.35 millones de personas durante su emisión original, y obtuvo una cuota de audiencia de 0.6 entre los adultos de 18 a 49 años.
El episodio recibió críticas muy positivas por parte de los críticos. En Rotten Tomatoes, el episodio tiene un índice de aprobación del 93% basado en 14 críticas, con una calificación promedio de 7.67/10. El consenso crítico del sitio dice: «Un intrigante salto en el tiempo y un montón de empates de la temporada anterior mantienen a los espectadores en el camino mientras la sinuosa trama de 1984 continúa desenvolviéndose».
Ron Hogan de Den of Geek le dio al episodio un 4/5, diciendo, «La verdadera historia es una locura, y en lugar de adornarla, el programa la interpreta directamente y el resultado final es más divertido de lo que la mayoría de los chistes podrían haber sido en esa situación». Luego, elogió al elenco, comentando que «Leslie Grossman y Matthew Morrison se sienten como si hubieran tenido muchas veces antes una situación como la de Virginia Woolf si la Martha de Elizabeth Taylor hubiera asesinado a varias personas. Leslie Jordan, como siempre, roba las escenas en las que aparece basándose sólo en el vestuario. [...] John Carroll Lynch continúa siendo un actor criminalmente subestimado, haciendo un buen trabajo en un papel que no será apreciado fuera de los círculos de horror». Finalmente, concluyó su reseña con «Se necesitan algunos giros para que todos los involucrados en 1984 vuelvan al lugar donde todo comenzó, pero funciona. Los ricos que organizaban festivales de música era algo importante a finales de los 80, y es una forma inteligente de volver a reunir a la banda a pesar de que la mayoría de ellos están muertos. Nada hace que la gente hable como una secuela, y el Campamento Redwood está listo para la ello».
Kat Rosenfield de Entertainment Weekly le dio al episodio una calificación de B+. Disfrutó de las diferentes escenas con los fantasmas del Campamento Redwood, comentando que «Los fantasmas del Campamento Redwood son numerosos y fabulosos». También apreció la evolución de algunos personajes en este episodio. El primero fue Brooke, ya que señaló que «cambió su [...] inocencia virginal por algo, eh, más». El segundo es Jingles, ya que se preguntaba si el personaje «volvería a ponerse su impermeable de villano» o si se convertiría en un héroe en los últimos episodios de la temporada. Sin embargo, Rosenfield fue más crítica con la evolución de Margaret, comentando que «parece un pequeño cliché». Finalmente, ella realmente disfrutó del suspenso del episodio, con la aparición de Donna, y aún más el regreso de Leslie Jordan por el resto de la temporada.
Andrea Reiher de Variety dio una crítica positiva y dijo: «La temporada 1984 está ahora en una línea de tiempo y trayectoria completamente diferente del comienzo de la temporada, pero el escenario del Campamento Redwood sigue siendo integral para la narración, así que los cuatro episodios finales deberían ver a todo el mundo congregarse de nuevo en los campamentos para un poco más de diversión asesina antes de que termine la temporada. «Episode 100» no ofrecía ningún cameo de los jugadores más importantes del pasado, como Evan Peters, Sarah Paulson o Jessica Lange, pero quién sabe lo que puede pasar en la segunda mitad de la temporada».